# Atlapetes rufigenis
El atlapetes orejirrufo (Atlapetes rufigenis) es una especie de ave paseriforme de la familia Passerellidae endémica de los Andes peruanos.

## Distribución y hábitat
Se encuentra en bosques y zona de vegetación arbustiva a altitudes elevadas en los Andes del sector centro oeste de Perú. 
Se encuentra amenazada por pérdida de hábitat.